# آل الشوذحة (مكيراس)

تعديل مصدري - تعديل

ال الشوذحة هي إحدى قرى عزلة مكيراس بمديرية مكيراس التابعة لمحافظة البيضاء، بلغ تعداد سكانها 48 نسمة حسب تعداد اليمن لعام 2004.